# Маргусы
Ма́ргусы — деревня в Гатчинском муниципальном округе Ленинградской области.

## История
МАРИУСЫ (МАРГУСЫ) — мыза владельческая при колодце, число дворов — 1, число жителей: 1 м п., 1 ж. п. (1862 год)

На карте 1879 года обозначена как Полумызок Маргусы.

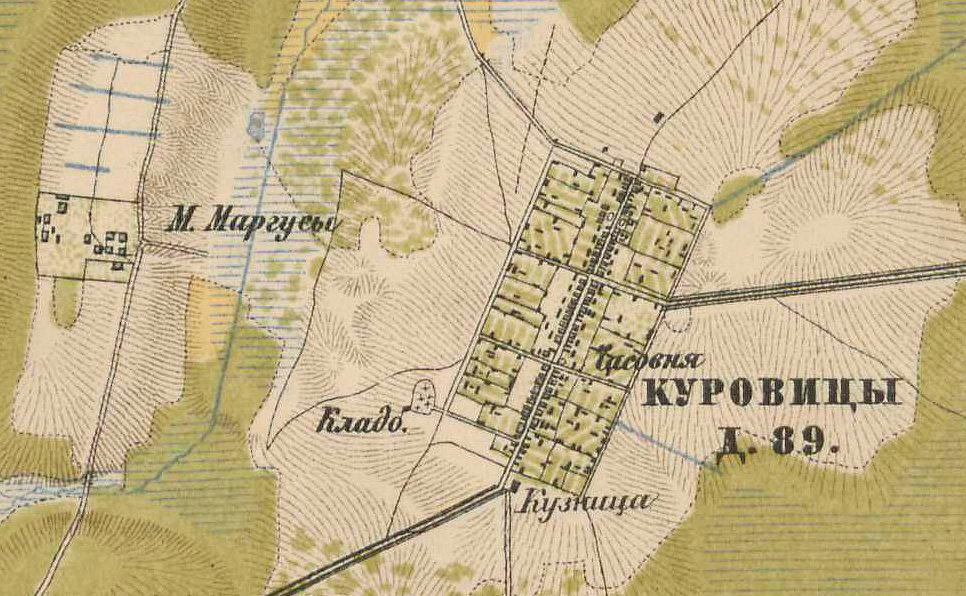
План мызы Маргусы. 1885 год
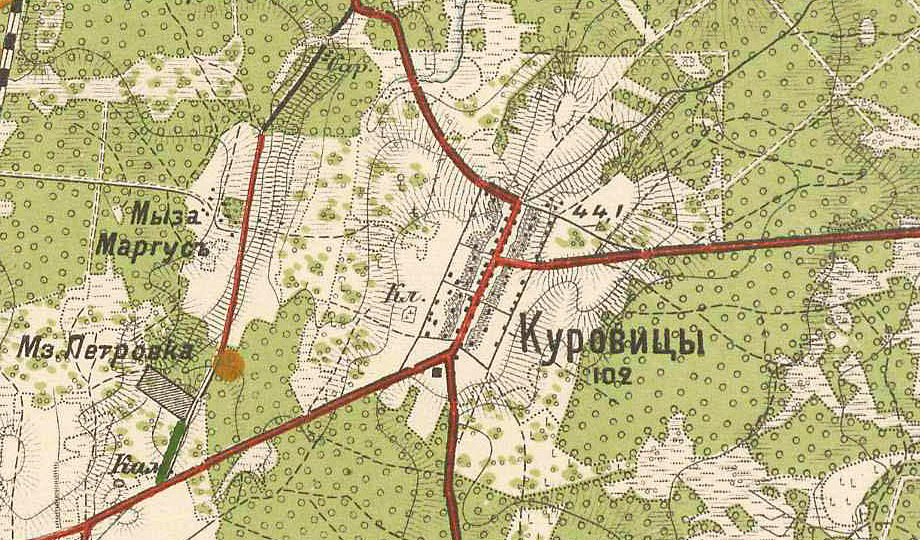
План мызы Маргусы. 1913 год

Согласно карте 1885 года называлась мыза Маргусы.
Согласно материалам по статистике народного хозяйства Царскосельского уезда 1888 года мыза Маргусы площадью 539 десятин принадлежала флигель-адъютанту Х. П. Дерфельдену, она была приобретена частями в 1886 и 1887 годах за 28 899 рублей, дачу хозяин сдавал в аренду.
В конце XIX — начале XX века мыза административно относилась к Рождественской волости 2-го стана Царскосельского уезда Санкт-Петербургской губернии.
По данным «Памятной книжки Санкт-Петербургской губернии» за 1905 год мыза Маргусы площадью 669 десятин принадлежала полковнику Христофору Платоновичу Дерфельдену, кроме того в имении Маргусы 331 десятина принадлежала потомственному почётному гражданину Александру Николаевичу Кувшинникову, 331 десятина — купцу Ивану Дмитриевичу Никифорову, а также часть земель мызы Маргусы принадлежала генерал-адъютанту Владимиру Борисовичу Фредериксу.
Согласно карте 1913 года мыза называлась Маргус.
Согласно данным переписи населения СССР 1926 года в «бывшем имении хутор» Маргусы Старосиверского сельсовета Рождественской волости Троцкого уезда проживали 23 человека, все эстонцы.
По данным 1933 года называлась деревня Маргусы и входила в состав Сиверского сельсовета Красногвардейского района.
Деревня была освобождена от немецко-фашистских оккупантов 29 января 1944 года.
По данным 1966, 1973 и 1990 годов деревня Маргусы входила в состав Сиверского сельсовета Гатчинского района.
В 1997 году в деревне проживал 61 человек, в 2002 году — 67 человек (русские — 97 %), в 2007 году — 68.

## География
Деревня расположена в юго-западной части района близ автодороги 41А-003 (Кемполово — Выра — Шапки).
Расстояние до административного центра поселения, посёлка городского типа Сиверский — 5,5 км.
Ближайший остановочный пункт — платформа Карташевская. Расстояние до ближайшей железнодорожной станции Сиверская — 6 км.

## Демография
| 2007 | 2010 | 2017 |
| ---- | ---- | ---- |
| 68   | ↗73  | ↗91  |

### Национальный состав
Согласно данным Всероссийской переписи населения 2021 года в деревне проживали 13 человек, все русские.

## Улицы
Вековая аллея, Малиновая, Новая аллея, Рябиновая, Усадебная, Центральная аллея.